# Vitpannad dvärguv
Vitpannad dvärguv (Otus sagittatus) är en fågel i familjen ugglor inom ordningen ugglefåglar.

## Utseende och läte
Vitpannad dvärguv är en medelstor (27–29 cm) långstjärtad dvärguv. Ovansidan är mörkt rostbrun med brett vitt på panna och ögonbryn ända ut till örontofsarna. Undersidan är mörkt marmorerad med vita teckningar och mörka fläckar. Näbben är blåvit och ögonirisen mörkbrun. Kaneldvärguven är mindre och mörkare med mörka band på handpennorna. Lätet tros bestå av en monoton ihålig vissling, men den verkar höras endast sällan.

## Utbredning och systematik
Fågeln förekommer i södra Myanmar och södra Thailand samt på Malackahalvön. Den behandlas som monotypisk, det vill säga att den inte delas in i några underarter.

## Status och hot
Vitpannad dvärguv har en liten världspopulation bestående av uppskattningsvis endast 2 500–10 000 vuxna individer. Den tros också minska i antal till följd av habitatförlust. Den är därför upptagen på internationella naturvårdsunionen IUCN:s röda lista över hotade arter, kategoriserad som sårbar (VU).